# Crassula alpestris
Crassula alpestris (лат.) – вид суккулентных растений рода Толстянка (Crassula) семейства Толстянковые (Crassulaceae), естественно произрастающий на территории Капской провинции Южно-Африканской Республики. 

## Название
Родовое латинское название Crassula происходит от латинского слова crassus, — «толстый», в основном из-за присутствия у растений этого рода сочных листьев.
Видовой эпитет alpestris указывает на предпочтение этого вида обитать в горных местах. Он был впервые описан в 1778 году шведским врачом и натуралистом Карлом Петером Тунбергом, который широко известен как отец южноафриканской ботаники.

## Описание
Суккулентное растение с умеренной ветвистостью, достигающее высоты 5,5-10 см (с соцветием). Корни мочковатые. Прямостоячие ветви, диаметром до 5 мм у основания, имеют красноватый оттенок. Листья, размером 10-20 х 4-6 мм, треугольные, часто перекрывают друг друга, имеют темно-зеленый оттенок и часто покрыты песком и пылью. Края листьев реснитчатые, а их кончики острые.

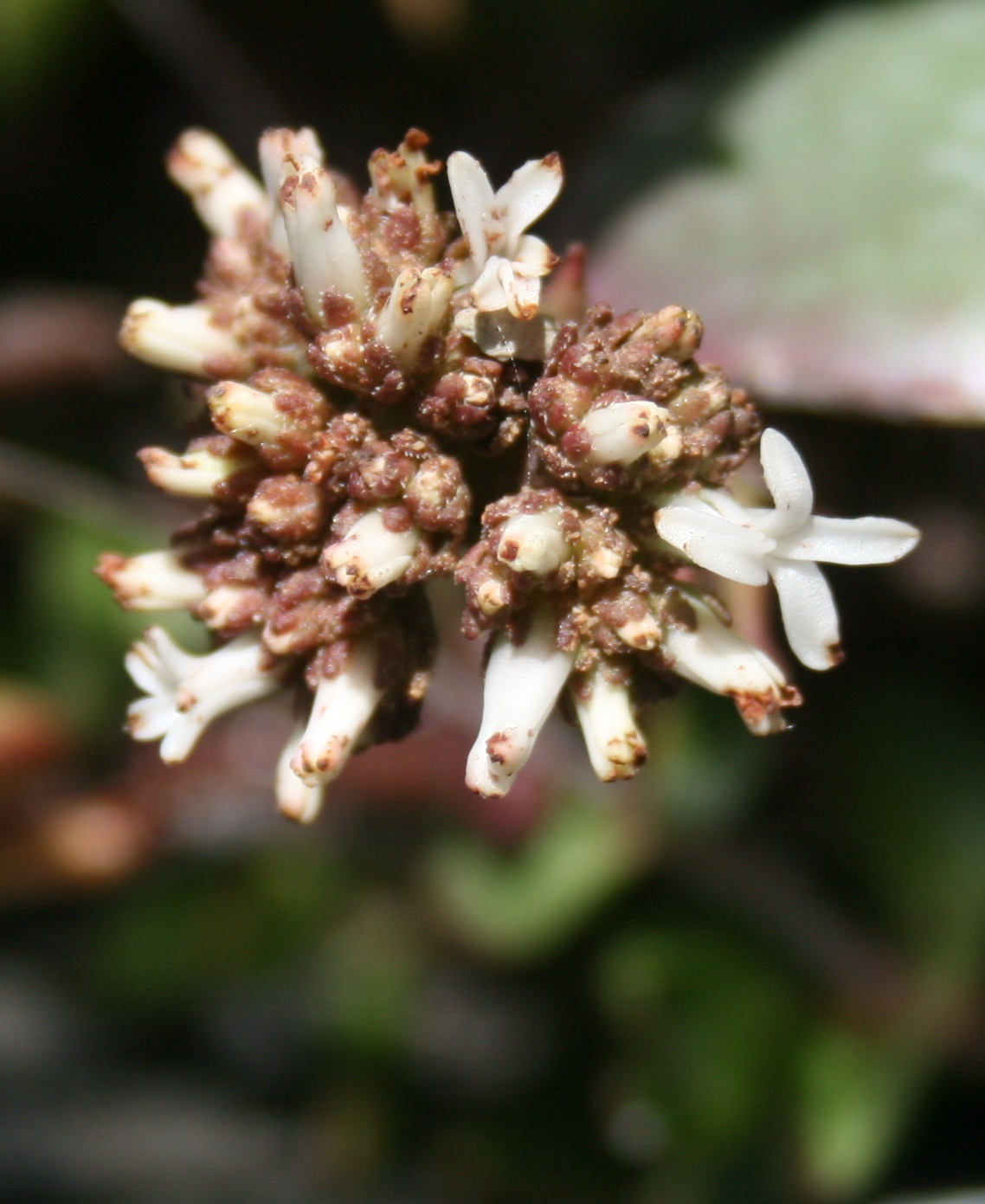
Соцветие

Соцветие верхушечное, может быть одиночным или разветвленным, дихазий с плоской вершиной, достигающей 9 см в высоту. Прицветники имеют листовидную форму, треугольную, размером 6 х 5 мм, с реснитчатыми краями. Цветки обладают следующими характеристиками: чашелистики 2,5-4 мм, треугольно-ланцетные и реснитчатые; венчик трубчатый, достигающий 7 мм, с продолговатыми лепестками, сросшимися в нижней части на 2 мм; цвет лепестков белый, а их кончики раскидистые.

## Экология

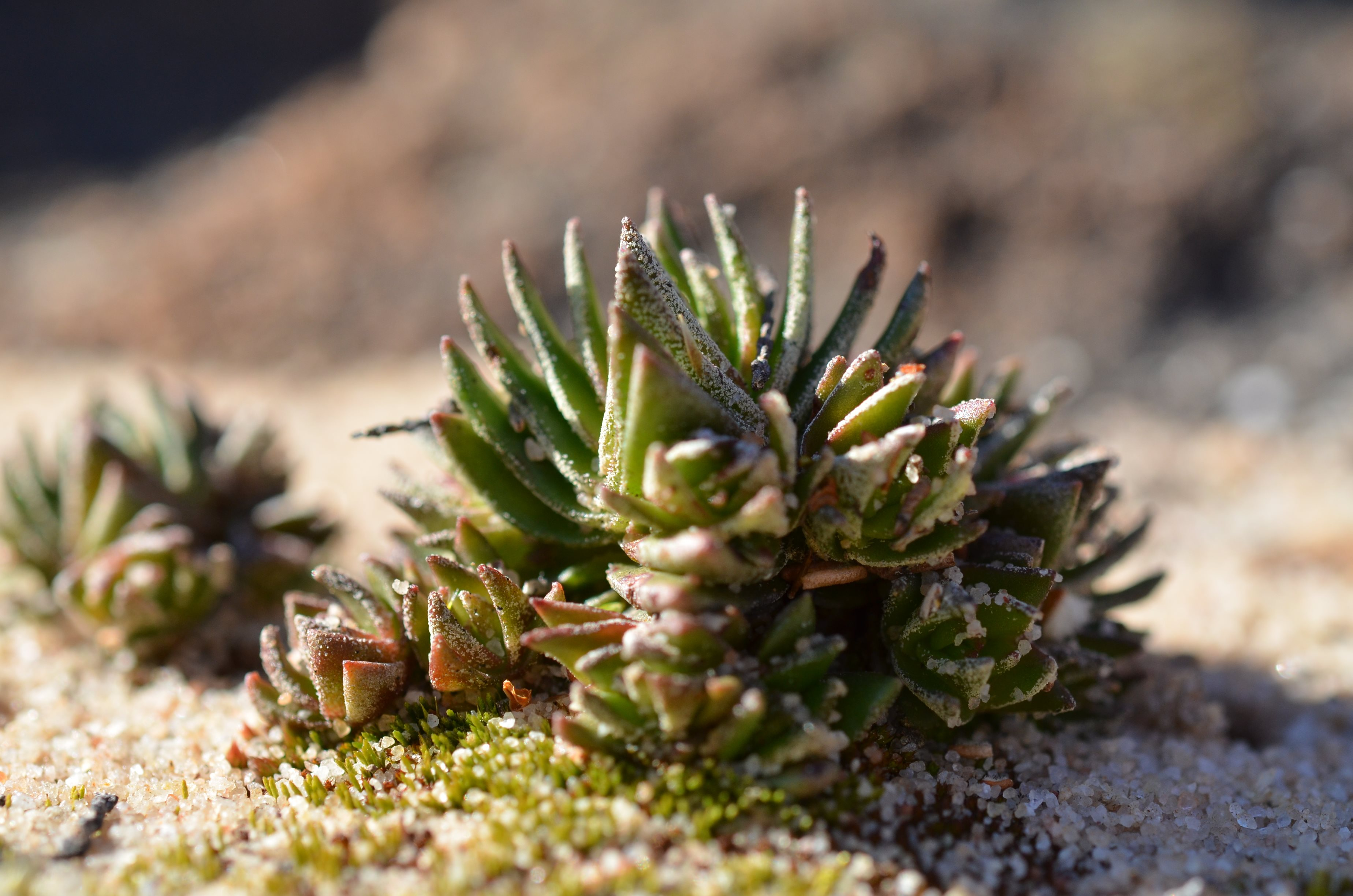
Песчинки, прилипшие к листьям

Вид обладает уникальным защитным механизмом, позволяющим песчинкам прилипать к обратной стороне листьев. Это делает растение менее привлекательным для хищников, а также обеспечивает некоторую степень маскировки. Кроме того, слои кремнеземной брони, образующиеся на растении, действуют как «солнцезащитный крем» во время жаркого и сухого лета.

## Таксономия
Crassula alpestris L.f., первое упоминание в Suppl. Pl.: 189 (1782).

### Синонимы
Гомотипные (основанные на одном и том же номенклатурном типе):
- Purgosea alpestris (L.f.) G.Don (1834)
- Tetraphyle alpestris (L.f.) P.V.Heath (1993)

### Подвиды
Подтвержденные подвиды по данным сайта Plants of the World Online на 2023 год:
- Crassula alpestris subsp. alpestris

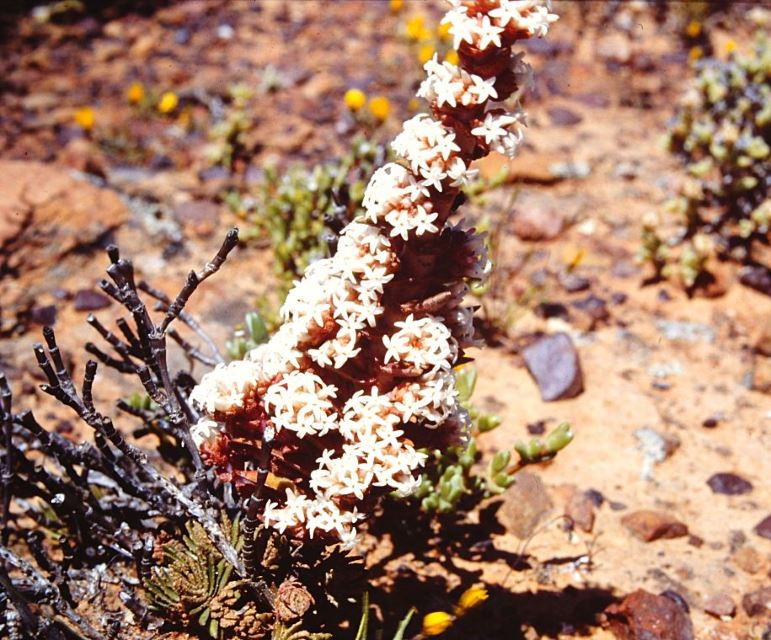
Цветение Crassula alpestris subsp. massonii

- Цветение Crassula alpestris subsp. massoniiCrassula alpestris subsp. massonii (Britton & Baker f.) Toelken –  прямостоячий подвид, достигающий высоты от 8 до 25 см, с обильными мелкими шаровидными соцветиями. Длина листьев варьирует от 5 до 8 (иногда до 15) мм; все они примерно одинаковой длины или редко немного укорачиваются к верхушке растения[6].